# Ernst Mauritz Dahlin
Ernst Mauritz Dahlin, född 4 augusti 1843 i Handog, Lits socken, död 24 februari 1929 i Helsingborg, var en svensk matematikhistoriker och fångvårdskamrer. Han var bror till Jacob Efraim Dahlin.
Dahlin var son till fanjunkaren Olof Dahlin. Han blev elev vid Östersunds högre elementarläroverk 1854, studerade vid Uppsala högre elementarläroverk 1858–1859 och därefter åter vid Östersunds högre elementarläroverk där han avlade mogenhetsexamen 1867. Han blev student vid Uppsala universitet 1869, filosofie kandidat 1873 och filosofie doktor 1875 med avhandlingen Bidrag till de matematiska vetenskapernas historia i Sverige före 1679. Samma år föreslogs Dahlin docent i matematikens historia vid Uppsala universitet, men då ämnet ansågs för speciellt blev han i stället docent i matematik. Han var dock ingen framstående matematiker och saknade förutsättningar för tjänsten. Innan han lämnade universitetet hade han hunnit förbereda en fortsättning av den svenska matematikens historia efter 1679. I stället blev han 1876 extraordinarie tjänsteman i Riksbanken och var samma år andre lärare vid fängelserna på Långholmen. Dahlin var 1877–1878 skolföreståndare vid fängelserna i Malmö, extra lärare i matematik för maskinistavdelningen vid Malmö navigationsskola 1877–1903 samt tillförordnad kamrer vid straffängelset i Malmö 1878–1913
Dahlins arbete var ett pionjärarbete inom den svenska matematikhistorien. Han erhöll den filosofiska fakulteten i Uppsalas andra pris 1875, blev riddare av Vasaorden 1895 och filosofie jubeldoktor. Dahlin är begravd på Sankt Pauli norra kyrkogård i Malmö.